# البروتوكول المتعلق بقمع الأعمال غير المشروعة الموجهة ضد سلامة المنصات الثابتة القائمة في الجرف القاري
البروتوكول المتعلق بقمع الأعمال غير المشروعة الموجهة ضد سلامة المنصات الثابتة القائمة في الجرف القاري هو معاهدة متعددة الأطراف التي تتفق الدول فيها على حظر ومعاقبة السلوك الذي قد يهدد سلامة المنصات الثابتة في الخارج بما في ذلك منصات النفط.